# Samoasvenskar
Samoasvenskar avser samoaner av svenskt ursprung som i de flesta fall härstammar från ett fåtal sjömän som emigrerade från Sverige till Samoa under 1800-talet. I dag finns ett tusental svenskättlingar i Samoa, vilket är en betydande andel av invånarantalet. Framstående är den så kallade Nelsonsläkten, med vilken inkom den svenske sjömannen och utvandraren Gustav August Nilspeter Nilsson från Kalmar. Samoas tredje mest använda efternamn är det svenska Westerlund vilket (2020) bärs av 2 638 personer. 

## Efternamn
|   | Efternamn  | Antal |
| - | ---------- | ----- |
| 1 | Westerlund | 2 638 |
| 2 | Nelson     | 243   |

## Kända samoasvenskar
- Gustav August Nilspeter Nilsson, sjöman.
- Olaf Frederick Nelson, affärsman, politiskt engagerad och en av ledarna i Maurörelsen för Samoas självständighet.
- Misa Telefoni Retzlaff, vice premiärminister i Samoa.
- Tupua Tamasese Tupuola Tufuga Efi, samoanskt statsöverhuvud.